# Ластовень донецький
Ластовень донецький (Vincetoxicum donetzicum) — вид трав'янистих рослин з роду ластовень (Vincetoxicum) підродини ластівневих (Asclepiadoideae) родини кутрових.

## Загальна біоморфологічна характеристика
Трав'яниста багаторічна рослина 1–2 м завдовжки. Коріння численне, шнуроподібне, білувате. Стебла в нижній частині до 7 мм в діаметрі, виткі від середини, дворядно запушені короткими кучерявими волосками, зверху тонкі, майже голі. Листки еліптичної форми, 7–13 см завдовжки та 4–8 см завширшки, при основі округлі, на верхівці відтягнуто загострені, по краях і по жилках рідко запушені, дуже тонкі; черешки 0,7–1,5 см завдовжки. Квітки 5–8 мм в діаметрі, темно-фіолетового кольору, іноді з коричневим відтінком, розташовані по 2–3 шт. у пазухах листків на тонких односторонньо слабо запушених, дугасто зігнутих квітконосах 1–7 см завдовжки. Квітконіжки тонкі, нерівні, за розміром дорівнюють квіткам або вдвічі довші за них; квітки разом із квітконіжками коротші за листки. Віночок зрослопелюстковий, 5–8 мм в діаметрі, всередині голий; лопаті видовжено-яйцеподібні. Плід — листянка; насінини з чубчиком. Цвіте у червні — серпні.

## Спорідненість
Вид близький до ластовня виткого (Vincetoxicum scandens), від якого відрізняється коротшими квітконіжками, голим віночком, трикутною формою лопатей коронки, майже паралельними по відношенню до червоного тільця полініями. Від ластовня жовтого (Vincetoxicum flavum), ластовня руського (Vincetoxicum rossicum), ластовня українського (Vincetoxicum ucrainicum) відрізняється темно фіолетовим голим віночком; від ластовня Шмальгаузена (Vincetoxicum schmalhausenii) — сильно кучерявим стеблом, більшими листками, коронкою без проміжних зубчиків.

## Екологія
Зростає в байрачних і заплавних лісах, по узліссях, в чагарниках.

## Поширення
Східнопричорноморський ендемік. В Україні зустрічається в Донецькому Лісостепу.

## Чисельність
Трапляється невеликими групами серед схожого але поширенішого виду — ластовня виткого (Vincetoxicum scandens).

## Заходи охорони
Рідкісна рослина. Занесена до Червоної книги Донецької області, Офіційних переліків регіонально рідкісних рослин Донецької і Луганської областей. Охороняється в національному природному парку «Святі Гори», лісовому заказнику загальнодержавного значення «Бердянський», регіональному ландшафтному парку «Донецький кряж», ботанічному заказнику місцевого значення «Пристенське», ботанічному заказнику місцевого значення «Степ біля села Платонівки», ботанічній пам'ятці природи місцевого значення «Мар'їна гора». Вирощують в Донецькому ботанічному саду НАН України з 1983 р.